# Sielsowiet Papiernia
Sielsowiet Papiernia (biał. Папярнянскі сельсавет, ros. Папернянский сельсовет) – sielsowiet na Białorusi, w obwodzie mińskim, w rejonie mińskim.

## Miejscowości
- agromiasteczka:
  - Balszawik
  - Siemków
  - Wiszniówka
- wsie:
  - Aronawa Slabada
  - Borowce
  - Cna
  - Cnianka
  - Czuczany
  - Czyżewka
  - Deforencja
  - Dubowlany
  - Gródek Siemkowski
  - Jakubowo
  - Kasyń
  - Łoparewicze
  - Nielidowicze
  - Osowo
  - Oszmiańce
  - Papiernia
  - Pilnica
  - Prymorje
  - Rachmańki
  - Sieluty
  - Zacień
- nieistniejące miejscowości:
  - Tołubajew